# テレビばかり見てると馬鹿になる
『テレビばかり見てると馬鹿になる 』（テレビばかりみてるとばかになる）は、2000年12月20日に太田出版から出版された山本直樹の青年漫画短篇集。ISBN 4-87233-550-3
表題作は2007年6月に実写映画化された。

## 収録
- なやまない（初出：太田出版『マンガ・エロティクス』Vol.1 ※塔山森名義）
- ひどいやつらは皆殺し（初出：太田出版『マンガ・エロティクス』Vol.4 ※塔山森名義）
- ひどいやつらは皆殺し2（初出：太田出版『マンガ・エロティクス』Vol.5 ※塔山森名義）
- きさくなあのこ（初出：太田出版『マンガエフ』2000年8月号）
- 「味方」（初出：太田出版『マンガエフ』2000年9月号）
- 便利なドライブ（初出：集英社『スーパージャンプ』2000年15号 111 - 136頁）
- 泳ぐ（初出：双葉社『週刊漫画アクション』1998年11/3号）
- テレビばかり見てると馬鹿になる（初出：双葉社『週刊漫画アクション』2000年5/9・16号）

## 映画
2007年6月9日にポレポレ東中野にてレイトショー公開され、同年7月25日にDVDが発売された。監督は亀井亨、主演は穂花。
原作の独特なコマ運びを定点カメラと長回しで再現している。

### あらすじ
有紀は高校を卒業後、一度は就職したもののすぐに辞めてしまい、今はワンルームのゴミだらけの狭い部屋で暮らしている。いわゆる引きこもりである有紀の部屋に、インターネットで知り合った伊藤恵二が訪ねてくる。恵二は有紀の部屋にカメラを設置し、カメラによく映るようにして有紀を抱いては、その映像を配信している。次の日、有紀を社会復帰させようと母の依頼で支援センターのカウンセラー馬戸がやって来た。

### キャスト
荒谷有紀
演 ‐ 穂花
ゴミと物であふれる家で暮らす引きこもりの女性。高卒。一度就職したが「外に居場所はない」と感じ退職。ブラウン管テレビを付けているがミュートにしている。自身の生活をネット配信しており（盗撮という建前）、これで生活費の糧にしている。疲れることはやらない主義。身長156センチ、体重42キロ。好きな食べ物は極上生チョコのショコラテーヌ。
伊藤恵二
演 ‐ 三浦アキフミ
有紀の生活をネット配信している男。たびたび有紀の部屋を訪問し、カメラの調整や買い出し、ごみ捨てなどを行う。配信サイトは入会費500円、月々3000円で大半は伊藤が得ている。観閲者の実態には無関心だが、課金バリューのため有紀とは行為を重ねる。
原作未登場のオリジナルキャラクター。定点カメラをストーリー上に盛り込み、山崎と比べ有紀を明確に利用価値として見出しているキャラクターとして設定された。
山崎勝也
演 ‐ 大橋てつじ
恋人気取りの男。体目的で有紀と知り合い、度々部屋を訪ねるガツガツ系。有紀いわく「危ない男」。有紀に対して「無理することはない、このままでいい」「社会に溶け込まないところがいいところ」と肯定する。
馬戸あける
演 ‐ 田村泰二郎
支援センターの男。有紀の母から依頼され、引き込もり脱却の支援を行うため有紀の家を尋ねる。報道番組で支援センターの不正、詐欺行為が報道されており、テレビを否定している。山崎の嘘を見抜き、有紀を心から救おうとする。実は伊藤運営の配信サイトの熱心な視聴者。
- 松田信行
- 中谷千絵

### スタッフ
- 企画・製作 - 永森裕二
- 原作 - 山本直樹「テレビばかりみてると馬鹿になる」
- 監督・脚本・編集 - 亀井亨
- プロデューサー - 黒須功
- 撮影 - 中尾正人
- 美術 - 西村徹
- 衣裳 - 杉本京加
- ヘア・メイク - 堀川なつみ
- 照明 - 中村拓
- 音響効果 - 丹愛
- スチール - 奥田彰
- 録音 - 古谷正志
- 配給・宣伝 - バイオタイド
- 製作 - AMGエンタテインメント